# Lanze (Prezelle)
Lanze ist ein Ortsteil der Gemeinde Prezelle im Landkreis Lüchow-Dannenberg in Niedersachsen.
Das Reihendorf liegt westlich des Kernbereichs von Prezelle und südöstlich der B 493. Südöstlich vom Ort erstreckt sich das 535 ha große Naturschutzgebiet Planken und Schletauer Post, südlich verläuft der nach Westen hin abfließende Luciekanal.
Die evangelische Kirche ist ein neugotischer Backsteinbau aus dem Jahr 1876. Die Ausstattung stammt aus demselben Jahr.

## Geschichte
Am 1. Juli 1972 wurde Lanze in die Gemeinde Prezelle eingegliedert.